# صيغة العوامل الأربعة
تُستخدم الصيغة المكونة من أربعة عوامل، والمعروفة أيضًا باسم صيغة العوامل الأربعة لفيرمي في الهندسة النووية لتحديد تكاثر تفاعل السلسلة النووية في وسط لا نهائي.
تعرّف صيغة العوامل الستة كل مصطلح من هذه الشروط بمزيد من التفصيل.
| الرمز                     | الاسم                  | المعنى                                                                               | الصيغة |
| ------------------------- | ---------------------- | ------------------------------------------------------------------------------------ | --- |
| {\displaystyle \eta }     | عامل التكاثر (Eta)     | النيوترونات المنتجة من الانشطارامتصاص نظير الوقود                                    | {\displaystyle \eta ={\frac {\nu \sigma _{f}^{F}}{\sigma _{a}^{F}}}}                                                                          |
| {\displaystyle f}         | عامل الاستخدام الحراري | النيوترونات التي يمتصها نظير الوقودالنيوترونات الممتصة في أي مكان                    | {\displaystyle f={\frac {\Sigma _{a}^{F}}{\Sigma _{a}}}}                                                                                      |
| {\displaystyle p}         | احتمال الهروب التجاوبي | تباطأ النيوترونات الانشطارية في الطاقات الحرارية دون امتصاصإجمالي نيوترونات الانشطار | {\displaystyle p\approx \exp \left(-{\frac {\sum \limits _{i=1}^{N}N_{i}I_{r,A,i}}{\left({\overline {\xi }}\Sigma _{p}\right)_{mod}}}\right)} |
| {\displaystyle \epsilon } | عامل الانشطار السريع   | العدد الكلي لنيوترونات الانشطارعدد نيوترونات الانشطار من الانشطار الحراري فقط        | {\displaystyle \varepsilon \approx 1+{\frac {1-p}{p}}{\frac {u_{f}\nu _{f}P_{FAF}}{f\nu _{t}P_{TAF}P_{TNL}}}}                                 |

## عملية الضرب
يتم تعريف عامل الضرب k على أنه (انظر تفاعل السلسلة النووية):
- إذا كان k أكبر من 1، يكون تفاعل السلسلة فوق الحرج وسيزداد عدد النيوترون أضعافا مضاعفة.
- إذا كان k أقل من 1، يكون تفاعل السلسلة دون الحرج وسيتحلل عدد النيوترون بشكل كبير.
- إذا كانت k = 1 ، يكون تفاعل السلسلة حرجًا وسيظل عدد النيوترون ثابتًا.

في وسط لانهائي، لا يمكن للنيوترونات أن تتسرب من النظام ويصبح عامل الضرب عامل الضرب اللانهائي {\displaystyle k=k_{\infty }} وهو ما يقرب من صيغة العوامل الأربعة.